# Grzechotki
Grzechotki (niem. Rehfeld) – wieś przygraniczna w Polsce położona w województwie warmińsko-mazurskim, w powiecie braniewskim, w gminie Braniewo.
Przy przebiegającej w pobliżu trasie drogi ekspresowej nr S22 znajduje się graniczny terminal odpraw celnych z obwodem królewieckim Federacji Rosyjskiej oraz oddane do użytku w 2010 nowoczesne drogowe przejście graniczne.
W latach 1975–1998 miejscowość administracyjnie należała do województwa elbląskiego.